# Kornelija Ninova
Kornelija Petrova Ninova (in bulgaro Корнелия Петрова Нинова?; Krušovica, 16 gennaio 1969) è una politica bulgara, deputato del gruppo parlamentare del Partito Socialista Bulgaro (BSP) del quale ne assunse la presidenza dall'8 maggio 2016 al 18 giugno 2024.